# الحب الحقيقي (فلم 1990)
الحب الحقيقي هو فيلمٌ مصريٌ من بطولة محمد الحلو،
 ومنى عبد الغني. أُنتج عام 1990.

## قصة الفيلم
يواجه الممثل محمد (أشرف طلبة) صعوبة في أداء دوره في الفيلم أمام زميلته رانيا (إيمان حمدي)، والتي يحبها في الواقع، كما أنها يحبها حسب دوره في الفيلم، ولذلك يروي له المخرج سعيد (محمود الجندي)، قصة حب أخرى لتساعده على أداء دوره.
تبدأ قصة الحب بين اثنين من الشابين الراغبين في أن يصبحوا مطربين، وهما محمد (محمد الحلو)، ومنى (منى عبد الغني)، ولذلك يحاولان تأسيس مسرح في حارتهما حارة البهلوان في حي السيدة زينب بمساعدة صديقيهما حسن (محمد الشرقاوي)، ومزيكا (فؤاد خليل).
يسعى مستر دولار (سامي العدل)، الرجل الثري، للزواج من منى لكنه ترفضه، فيقوم بإبلاغ شوقي (شوقي شامخ) صاحب قطعة الأرض، فتقوم الشرطة بحبس محمد وحسن ومزيكا على ذمة التحقيق.
يشترط شوقي، الذي يحب منى، أن تتزوجه في مقابل التنازل عن البلاغ، وإطلاق صراح أصدقائها، فتوافق.